# Marco de Viterbe
Marco de Viterbe (né en 1304 et mort en 1369) est un ecclésiastique italien. Il fut ministre général de l'ordre des franciscains puis élevé au rang de cardinal.

## Biographie

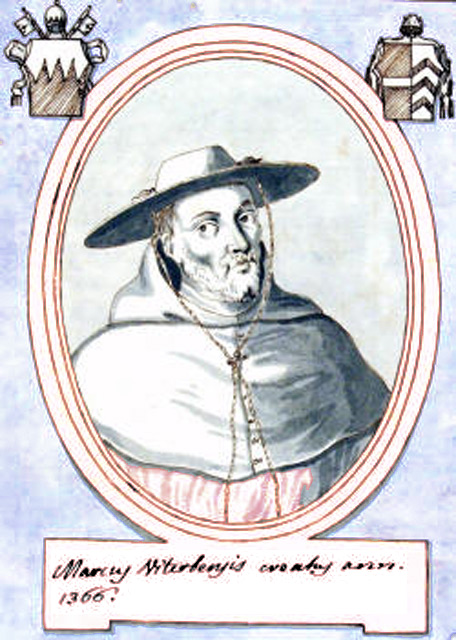
Cardinal Marco de Viterbe

Marco de Viterbe devient le ministre général de l'ordre des frères mineurs (aussi connu sous le nom de franciscain) en 1359.
Lors du premier consistoire de la papauté d'Urbain V, le 18 septembre 1366, il est créé cardinal en même temps que les Français Anglic de Grimoard et Guillaume Sudre.
Il meurt de la peste en 1369.